# Квик, Мартинтье
Мартинтье Квик (нидерл. Martijntje Quik, род. 24 октября 1973) — голландская спортсменка, гребчиха, призёр кубка мира и чемпионата мира по академической гребле, а также Летних Олимпийских игр 2000 года.

## Биография
Мартинтье Квик родилась 24 октября 1973 года в нидерландском городе Де-Билте, Утрехт Тренировалась в клубе «NEREUS», (Амстердам). Профессиональную карьеру гребца начала с 1997 года.
Первые соревнования на международной арене в которых Квик приняла участие был III этап кубка мира по академической гребле 1997 года в Люцерне, Швейцария (2000 WORLD ROWING CUP III). В финале заплыва восьмёрок с рулевой голландская команда с результатом 06:21.400 заняла третье место, уступив первенство командам из Германии (06:17.690 — 2е место) и Румынии (06:09.520 — 1е место).
Во время III этапа кубка мира по академической гребле 1999 года (1999 WORLD ROWING CUP III) в швейцарской Люцерне, Квик участвовала в составе голландской восьмёрки с рулевой. Её команда с результатом 06:04.200 финишировала второй, уступив первенство заплыва соперницам из Румынии (06:01.900).
Единственная олимпийская медаль в активе Квик была заработана на Летних Олимпийских играх 2000 года в Сиднее в составе голландской команды. Спортсменки финишировали вторыми и выиграли серебро заплыва восьмерок с рулевой. С результатом 06:09.390 они уступили первенство соперницам из Румынии (06:06.440 — 1е место), обогнав канадок (06:11.580 — 3е место).